# Сабино, Джованни Франческо
Джова́нни Франче́ско Саби́но (итал. Giovanni Francesco Sabino; XVI век) — итальянский композитор. Предположительно брат Ипполито Сабино. Возможно, жил в Ланчано. Не сохранилось никаких подробностей его биографии, однако его именем подписаны 4 мадригала, входящих в 6-ю и 7-ю «Книгу мадригалов на 5 и 6 голосов» (итал. Libro di madrigali a 5 e a 6 voci) его брата (опубликованы в Венеции в 1587 и 1589 годах соответственно).